# 27604 Affeldt
27604 Affeldt è un asteroide della fascia principale. Scoperto nel 2001, presenta un'orbita caratterizzata da un semiasse maggiore pari a 2,3325926 au e da un'eccentricità di 0,0974365, inclinata di 7,71365° rispetto all'eclittica.